# Республика Сербская
Респу́блика Се́рбская (серб. Република Српскао файле, босн. и хорв. Republika Srpska) — образование в составе Боснии и Герцеговины. Создана в 1992 году как самопровозглашённое государство, стала составной частью Боснии и Герцеговины по результатам Дейтонских соглашений 1995 года. Столица — Баня-Лука. Площадь составляет 24 605,7 км². Население — 1 153 017 человек (на 30 июня 2017; 82,95 % — сербы, 12,69 % — босняки и 2,27 % — хорваты). Денежной единицей является конвертируемая марка.
Населённые боснийскими сербами территории провозгласили независимость своей Республики Сербской в начале 1992 года в ответ на инициированный тогда же босняками (боснийцами-мусульманами) выход Боснии и Герцеговины из состава Югославии.
Республика принимала ключевое участие в кровопролитной боснийской войне и оставалась самопровозглашённой и непризнанной до ноября 1995 года, когда под давлением НАТО и ООН были заключены Дейтонские соглашения и создано общее, имеющее как признаки федерации, так и признаки конфедерации, государство Босния и Герцеговина в составе двух образований — Республики Сербской и Федерации Боснии и Герцеговины. Территориальное разделение двух образований предусматривало две части Республики Сербской, которые соединялись районом Брчко (согласно соглашениям в Дейтоне граница в этом районе, примерно поровну разделённом между Республикой Сербской (северная часть) и Федерацией Боснии и Герцеговины, должна определиться в будущем (не позже, чем через год после подписания соглашения), но вопреки этому округ был выведен в самостоятельную административную единицу). В то же время Республика Сербская является звеном, отделяющим Федерацию Боснии и Герцеговины от двух хорватских районов, и обязана обеспечивать беспрепятственный проход по специальному коридору, проходящему по её территории.

## Полномочия
Согласно Конституции Боснии и Герцеговины, Республика Сербская обладает следующими полномочиями:
- может устанавливать особые параллельные отношения с соседними государствами в рамках суверенитета и территориальной целостности Боснии и Герцеговины
- может оказывать помощь Совету министров Боснии и Герцеговины в исполнении международных обязательств
- обеспечивает юридическую безопасность и защиту всех лиц в их соответствующей юрисдикции
- с согласия Парламентской ассамблеи может заключать соглашения с государствами и международными организациями
- выполняет правительственные функции и полномочия, которые не возложены Конституцией непосредственно на институты Боснии и Герцеговины

## География
Республика Сербская географически расположена в центральной части Балканского полуострова. Площадь Республики Сербской равняется 24 641 квадратным километрам. Она находится между 42°33′ и 45°16′ северной широты и 16°11′ и 19°37′ восточной долготы. Республика Сербская находится на стыке двух природно-географических и общественно-экономических районов — Паннонского и Средиземноморского и не имеет выхода к морю.

### Границы
Границы Республики Сербской являются международно признанными и разграничивают РС как с соседними государствами-членами ООН — Сербией, Хорватией и Черногорией, так и с другим энтитетом Боснии и Герцеговины — Федерацией БиГ. Протяжённость границ РС составляет 2170 километров, из которых 259 км относятся к границе с Черногорией, 370 км — к границе с Сербией, 318 км — к границе с Хорватией и 1134 км — к границе с Федерацией БиГ. И те, и другие границы были установлены без учёта этнических, исторических и природно-географических факторов и определялись исходя из военно-политической ситуации.
Согласно расчетам, если бы территория РС выглядела консолидированным кругом, протяжённость её границ составила бы 561 км.

### Горы
Геоморфология территории Республики Сербской представлена в различных формах. Её северная часть, в припаннонской холмистой местности, состоящей из кайнозойских отложений, постепенно спускается к аллювиальным равнинам и речным террасам, которые являются наиболее плодородной частью Республики Сербской. На востоке и юго-востоке Республики холмистая местность постепенно перерастает в высокие горы Герцеговины.
Среди гор в РС наиболее известной является Яхорина, на которой в 1984 году были проведены Четырнадцатые зимние олимпийские игры. Не менее известна и гора Маглич, являющаяся высочайшей горой Республики Сербской и Боснии и Герцеговины — 2386 метров над уровнем моря. Горы Герцеговины, почти лишённые всякой растительности, расчленены межгорными впадинами и сложены известняковыми породами грязно-белого и серого цвета. Среди распространённых карстовых форм рельефа: пещеры, подземные реки, известняковые скалы, карры. В межгорных котловинах расположились полья больших размеров.

### Реки
Крупнейшими реками Республики Сербской являются (в скобках дана протяжённость на территории РС): Дрина (305 км), Сава (202 км) Врбас (117 км), Босна (98 км), Врбаня (95,4 км), Уна (91,8 км), Сана (85 км), Укрина (80,9 км). Они относятся к черноморскому речному бассейну (бассейну рек Сава и Дрина). Реки южнее горного перевала Чемерно в Восточной Герцеговине (Требишница, Неретва) относятся к бассейну Адриатики.

### Озёра
Крупнейшее озеро Республики Сербской — Билечко озеро (площадь составляет 27,064 км²) является и самым крупным искусственным озером на Балканах. Другие искусственные озёра — Перучацкое (12,401 км²), Зворничское (8,876 км²), Вишеградское (8,9 км²) и Бочацкое (2,3 км²). Крупнейшее озеро природного происхождения — Штиринское озеро (площадь 0,129 км²), находящееся на горе Зеленгора. Другие естественные озёра — Котланичское (0,044 км²), Улошское (0,043 км²), Донье-Баре (0,021 км²) и Орловачское (0,021 км²).
Озёра Республики Сербской находятся под защитой государства. Статус озёр РС определён Законом о водных ресурсах. В рамках Министерства сельского хозяйства, лесных и водных ресурсов вопросом защиты озёр занимается Дирекция по вопросам водных ресурсов РС.

### Почвы, растительный и животный мир
Плодородные аллювиальные почвы распространены в бассейне реки Савы, бурые почвы — в горных районах. В северных районах широколиственные леса уступили место сельскохозяйственным угодьям. На северных склонах гор на высоте до 500 м и в предгорьях произрастают грабово-дубовые леса, а также липа, клён и вяз. В центральной части растут буковые леса, на высоте свыше 800 м — пихтово-буковые леса, а также ель и сосна. Среди эндемиков — ель сербская, которую можно встретить в Герцеговине. На высоте свыше 1600 м произрастают субальпийские луга и криволесье. На коричневых почвах юго-западных склонов произрастает дуб каменный, вечнозелёный кустарник и маквис. На высоте свыше 300 м на дерново-карбонатных почвах распространено сочетание лесов с шибляком.
По состоянию на 31 декабря 2015 года общая площадь лесов в РС составляла 1 085 947 гектаров, из них 292 627 гектаров находились в частном владении. Проводится ежегодное лесовосстановление, в 2015 году оно охватило площадь в 817 гектаров.
В горных районах живут такие животные, как бурый медведь, волк, лесной кот, европейская рысь, куница, благородный олень, косуля, серна, выдра, кабан. В районах карстового типа обитают змеи, ящерицы и черепахи. Среди крупных птиц — глухари, орлы и соколы.
По оценкам Института статистики РС, в 2015 году в лесах Республики насчитывалось 665 волков, 1546 диких коз, 651 медведь, 77 тысяч зайцев, 8 тысяч кабанов.

### Климат
Климатические зоны простираются от средиземноморской на юге Герцеговины, до континентальной, которая преобладает в северной части Республики.
Климат на территории Республики Сербской обусловлен рядом природных факторов и закономерностей общей циркуляции воздушных масс в этом регионе. На территории Республики Сербской выделяют три климатических типа:
- «Северный паннонский» — умеренно континентальный климат. Характеризуется умеренно холодной зимой и тёплым летом. Среднегодовая температура воздуха этого климата — от 12 до 19 градусов по Цельсию[15].
- «Горный» охватывает большую часть Республики Сербской. Горные хребты имеют короткое прохладное лето и холодную зиму с длительным сохранением снежного покрова. Среднегодовая температура воздуха составляет от 5 до 7 градусов по Цельсию. Холмистые районы и долины имеют более мягкий климат. Области с характеристиками горного климата имеют среднегодовую температуру 10 градусов по Цельсию. Зима умеренно холодная со снегом и туманами, а лето умеренно тёплое[15].
- «Средиземноморско-адриатический». Преобладает в южной части Республики — в Восточной Герцеговине. Среднегодовая температура колеблется между 14 и 14,7 градусами по Цельсию. В этом регионе находится самый «теплый» город РС — Требинье[15].

### Национальные парки и охраняемые территории
В Республике Сербской находятся два национальных парка — Козара и Сутьеска, созданные во время существования СФРЮ. На их территории также находятся мемориальные комплексы в память о битвах югославских партизан c войсками оси в годы Второй мировой войны. Парк Козара находится на севере РС неподалёку от Приедора и занимает площадь в 3250 га. Парк Сутьеска находится близ Фочи, его площадь — 17250 га. Оба национальных парка входят в федерацию европейских национальных парков EUROPARC.
Кроме них, в категорию охраняемого природного наследия Республики Сербской входят два реликтовых парка Янь и Лом, двенадцать памятников природного наследия, одна защищенная территория и лесопарк Слатина.

## Население
Большинство населения Республики Сербской составляют сербы. Помимо них конституционными народами являются босняки и хорваты. Национальные меньшинства — евреи, чехи, украинцы, словаки и т. д. Официальными языками являются язык сербского народа, язык боснякского народа и язык хорватского народа. Официальные алфавиты — кириллица и латиница.
Согласно предварительным данным переписи населения Боснии и Герцеговины, проведенной в 2013 году, численность населения Республики Сербской составила 1 326 991 человек. В 2015 году родились 9357 человек, ещё в 17 случаях младенец родился мертвым. Также было зарегистрировано 15 059 смертей, в результате чего естественный прирост населения является отрицательным и составляет −5702 человека. В 2015 году в 1168 семьях новорождённый стал третьим, в 242 семьях — четвёртым, а в 88 семьях — пятым или большим по счёту. 7798 детей родились в браке, 1559 — вне брака.
Средний возраст матери при рождении первого ребёнка составляет 27,2 года. Наблюдается тенденция, при которой матери откладывают рождение ребёнка, рожая его в более позднем возрасте, нежели в предшествующие годы. Общий средний возраст матери в Республики Сербской составляет 28,8 года.
Согласно переписи 2013 года (опубликованные в 2016 году данные Республиканского управления по статистике Республики Сербской, они отличаются от данных Агентства по статистике Боснии и Герцеговины) национальный состав Республики Сербской был следующим:
- 82,95 % населения (970 857 человек) — сербы;
- 12,69 % населения (148 477 человек) — босняки;
- 2,27 % населения (26 509 человек) — хорваты.

Религиозный состав по тем же данным на 2013 год был следующим:
- Православные — 969 315 человек;
- Мусульмане — 149 435 человек;
- Католики — 25 763 человека.

Уровень образования населения в целом невысок. На 2013 год высшее образование было только у 87 036 жителей Республики Сербской.
Число заключённых браков в Республике Сербской начало уменьшаться после 2007 года (было заключено 7093 брака). После 2012 года (5326 браков) начался рост этого показателя, в 2015 году было 5995 заключённых браков. Чаще всего мужчины в Республике Сербской заключают брак в возрасте между 25 и 29 годами, а женщины в возрасте между 20 и 24 годами. В 2015 году почти одинаковое количество мужчин и женщин создали семью — 5295 и 5275 соответственно. Число разводов также растёт. В 2008 году были разведены 317 семей, а в 2015-м — 1143 семьи.
На 1000 человек населения заключаются 4 новых брака. По данным 2015 года, самые молодые жених и невеста в Республике Сербской были в возрасте 17 и 15 лет соответственно, а самые пожилые — 87 и 76 лет. Средний возраст невесты в момент свадьбы составляет 28,2 года, а её средний возраст при первом браке — 26,6 года. Для мужчин этот показатель равняется 31,8 года и 30 годам.
Население Республики Сербской размещено неравномерно, большая его часть сосредоточена в населённых пунктах на севере Республики, а также близ реки Дрины. Внутренние и горные районы Республики Сербской населены слабо, кроме того, там выше доля пожилых людей, так как молодёжь мигрирует в крупные города. Процесс оттока из этих районов начался после Второй мировой войны, однако тогда люди уезжали, в основном, в Воеводину.
В рамках внутрибоснийских миграций из Федерации Боснии и Герцеговины в Республику Сербскую переселяется больше людей, нежели в обратном направлении.

## Политика

### Президент
Президент Республики Сербской (серб. Предсједник Републике Српске) — глава Республики Сербской. Он представляет Республику Сербскую, предлагает парламенту кандидатов в премьер-министры, может отправить в отставку главу правительства, в соответствии с Конституцией решает вопросы обороны, безопасности и внешней политики и т. д.
Президент избирается на четыре года вместе с двумя вице-президентами и может занимать эту должность не более двух сроков подряд. Согласно Конституции РС, президент и вице-президенты должны представлять все три конституционных народа РС. 2 октября 2022 года президентом РС был выбран Милорад Додик, вице-президентами стали Камиль Дуракович и Давор Пранич.

### Правительство
Правительство Республики Сербской — главный орган исполнительной власти в Республике. Согласно Конституции, 8 министров должны быть сербами, 5 — босняками, 3 — хорватами. Премьер-министр может также назначить одного министра из представителей других национальностей. Глава Правительства и два вице-премьера должны представлять все три конституционных народа РС. Правительство состоит из премьер-министра, вице-премьеров и шестнадцати министров, выбираемых согласно национальной квоте. Министров выбирает Народная скупщина РС, носитель законодательной власти.
Полномочия Правительства установлены Конституцией РС и рядом законов. В частности, оно предлагает на рассмотрение Народной скупщине законы, предлагает план развития Республики и проект бюджета, следит за реализацией и исполнением законов, организовывает деятельность министерств и т. д. Кроме того, именно Правительство принимает решение о создании представительств РС в странах мира.
Действующий состав Правительства был сформирован 18 декабря 2018 года.

### Парламент
Народная Скупщина Республики Сербской — высший законодательный и конституционный орган в Республике. Скупщина состоит из 83 депутатов, а парламентское большинство составляют депутаты от Союза независимых социал-демократов, Социалистической партии, Народной партии Сербской, Объединённой Сербской и Демократического союза, а поддержку правительства составляют депутаты от Демократического народного союза и Социалистической партии Сербской. Спикером Народной скупщины является Ненад Стевандич.
Народная скупщина была основана 24 октября 1991 года как Скупщина сербского народа в Боснии и Герцеговине. После окончания войны и подписания Дейтонского соглашения Народная скупщина взяла на себя ответственность за проведение необходимых реформ и переустройство Республики. До 2002 года депутаты Народной скупщины избирались на срок в два года. После 2002 года в соответствии с изменениями в законодательства их стали избирать на четыре года. Актуальный состав Народной скупщины был определён по результатам выборов, прошедших 2 октября 2022 года. Всего в парламент прошли 11 партий:
| Партия                             | Голосов           | Мест |
| ---------------------------------- | ----------------- | ---- |
| Союз независимых социал-демократов | 221 554 (34.63 %) | 29   |
| Сербская демократическая партия    | 95 648 (14.95 %)  | 13   |
| Партия демократического прогресса  | 65 872 (10.30 %)  | 8    |
| Социалистическая партия            | 37 919 (5.93 %)   | 5    |
| Движение за страну                 | 36 651 (5.73 %)   | 5    |
| Демократический союз               | 34 898 (5.46 %)   | 5    |
| Объединённая Сербская              | 32 700 (5.11 %)   | 4    |
| За справедливость и порядок        | 31 558 (4.93 %)   | 4    |
| Демократический народный союз      | 28 502 (4.46 %)   | 4    |
| Народная партия Сербской           | 20 905 (3.27 %)   | 3    |
| Социалистическая партия Сербской   | 19 894 (3.11 %)   | 3    |

В 2002 году была создана верхняя палата Народной скупщины — Палата народов. В ее составе 28 депутатов, избираемых депутатами Скупщины и муниципалитетами по национальному принципу: по 8 представителей от боснийцев, сербов и хорватов и 4 депутата от остальных национальных меньшинств. Палата народов может ветировать любой закон, принятый Народной скупщиной, если сочтет, что он угрожает жизненным интересам одной из общин.

### Конституция
Конституция Республики Сербской — главный закон и правовой акт в системе правовых актов Республики. Конституция регулирует взаимоотношения в обществе, республиканскую организацию и полномочия республиканских органов власти. Состоит из 12 глав и 140 статей.
Первая Конституция была принята 28 февраля 1992 года. Тогда она называлась Конституция Сербской Республики Боснии и Герцеговины. Главный закон РС был принят в годы распада Югославии. С момента принятия Конституция неоднократно менялась и дополнялась. В основном, это было связано с её редакцией после Дейтонских мирных соглашений и решениями Конституционного суда Боснии и Герцеговины. Также Конституция неоднократно менялась во время мандата Высокого представителя в БиГ Пэдди Эшдауна. Были озвучены и требования принятия новой конституции.

### Выборы
Общие выборы в Боснии и Герцеговине и Республике Сербской проводились в 1996, 1998, 2000, 2002, 2006, 2010, 2014, 2018 и 2022 годах, а местные выборы — в 1997, 2000, 2004, 2008, 2012, 2016 и 2020 годах вместе с досрочными выборами мэра общины Билеча. Досрочные выборы президента РС проводились в 2007 году. Выборы 1996, 1997, 1998 и 2000 годов согласно Правилам временной выборной комиссии ОБСЕ, действующей в рамках Миссии в Боснии и Герцеговине. Остальные выборы в БиГ и Республике Сербской проводились согласно новому Закону о выборах, вступившему в силу 28 сентября 2001 года. С того момента за выборами следила Избирательная комиссия Боснии и Герцеговины, в 2006 году переименованная в Центральную избирательную комиссию Боснии и Герцеговины. Право избирать и быть избранным имеет каждый гражданин страны, достигший 18 лет.

### Символы РС
Герб (эмблема) Республики Сербской был принят 15 июля 2008 года. Представляет собой круг цветов государственного флага, на который наложены золотые переплетённые буквы Р и С. Круг обрамлён золотыми дубовыми листьями, переплетёнными внизу лентой цветов флага, и увенчан королевской короной. По окружности дано название Республика Сербская на кириллице и латинице. Внизу изображена королевская корона.
Официальным гимном РС является гимн «Моя Республика», написанный Младеном Матичем. 16 июля 2008 года он заменил инструментальную версию гимна Боже Правде, который был объявлен неконституционным в 2006 году, согласно решению Конституционного суда Боснии и Герцеговины. Впервые был исполнен на праздновании Дня Республики Сербской 9 января 2009 года в Баня-Луке.

### Международные отношения
Республика Сербская является членом Ассамблеи европейских регионов, которая занимается оказанием помощи в процессе европейской интеграции, а также способствует развитию связей между регионами. Для укрепления экономических, научных, культурных и спортивных связей РС заключила соглашения о сотрудничестве с Санкт-Петербургом в России, областью Венеция и провинцией Беллуно в Италии, округом Тромсе в Норвегии.
Также для всестороннего развития сотрудничества властями РС были созданы представительства в девяти странах: Бельгии, Израиле, США, России, Сербии, Германии, Австрии, Китае и Греции.

### Неправительственные организации
- Красный Крест Республики Сербской — гуманитарная, некоммерческая организация РС, действующая в рамках Международного движения Красного Креста и Красного Полумесяца. Сформировалась в 1992 году в результате Боснийской войны и распада Красного Креста Боснии и Герцеговины.

## Расположение и административное деление
Административно-территориальное деление Республики Сербской регулируется Законом о территориальной организации РС. Согласно Закону, РС состоит из общин и городов, которые являются единицами местного самоуправления. В настоящее время в РС насчитывается 57 общин и 7 городов.
Большинство единиц местного самоуправления в РС составляют общины. Община может состоять из части населенного пункта, одного населенного пункта или нескольких. Согласно Закону о местном самоуправлении, общины самостоятельно определяют бюджет, стратегию развития, распоряжаются муниципальным имуществом, а также решают вопросы из сферы культуры, образования, спорта, экологии, туризма, здравоохранения и социальной защиты и т. д. Управляет общиной начальник общины. Он избирается жителями на срок в четыре года. Также в каждой общине есть скупщина (местное собрание), депутаты которой также избираются на четыре года. Каждая община самостоятельно определяет численность депутатов в своей скупщине. Если население общины составляет более 50 000 человек и на протяжении трех лет подряд она сохраняет статус развитой единицы местного самоуправления, тогда согласно Закону о местном самоуправлении община может претендовать на статус города.
Согласно Закону о территориальной организации, город представляет собой территориальную единицу, отличающуюся географической, экономической, социальной, исторической и административной целостностью, а также имеющую соответствующий уровень развития. Город, в составе которого нет общин, является основной единицей местного самоуправления. Он может иметь дополнительные полномочия в сфере бюджета и налоговой политики. Если город состоит из общин, то непосредственно городские власти отвечают за регулирование строительства, использование земли, защиту окружающей среды, деятельность жилищно-коммунального хозяйства, общественного транспорта, среднего образования, торговли, туризма, здравоохранения, противопожарной и гражданской защиты. Кроме того, городские власти должны координировать деятельность общин. Согласно статье 10 Закона о местном самоуправлении РС, город должен иметь не менее 50 000 жителей, а также иметь развитую инфраструктуру, соединяющую входящие в его состав населенные пункты.
Города и общины состоят из населенных пунктов. Населенный пункт должен иметь жилищный фонд, основную коммунальную инфраструктуру и т. д. Он может входить в состав только одной единицы местного самоуправления. Также каждому населенному пункту соответствует одна кадастровая община — единица территориального кадастра, границы которой утверждают власти общины или города, на чьей территории она расположена.
Согласно территориальному плану Республики Сербской (2008—2015 гг.) были образованы шесть мезорегионов: Баня-Лука, Биелина, Добой,
Источно-Сараево, Приедор, Требине.

## Экономика

### Общие показатели
В 2015 году ВВП РС вырос на 2,6 %, что демонстрирует наибольший рост за последние семь лет. Его объём — более девяти миллиардов конвертируемых марок. Из них более 1,5 миллиарда приходится на промышленное производство.
С 1 января 2023 года минимальный размер оплаты труда нетто в Республике Сербской составляет 700 марок (358,64 евро). С 1 января 2024 года минимальный размер оплаты труда нетто в Республике Сербской составляет 900 марок (463,35 евро).
Уровень безработицы в 2016 году составил 24,8 %, что на 0,4 % меньше по сравнению с 2015 годом. Безработица среди мужчин составила 21,6 %, а среди женщин — 29,5 %. Треть безработных в возрасте до 30 лет, каждый пятый безработный старше 50 лет. Из них каждый второй окончил среднюю школу. В то же время половина всех занятых работает в перерабатывающей промышленности, сфере торговли и в органах власти. Каждый шестой трудящийся младше 30 лет, а 25 % занятых в возрасте старше 50 лет. Среди занятых 50 % окончили только среднюю школу, а 25 % имеют высшее образование.
Объём инвестиций в 2015 году составил более 1,6 миллиарда конвертируемых марок. Из них более половины было вложено в сферу строительства.

### Промышленность
В ВВП Республики Сербской доля промышленности составляет 16,4 %. В 2015 году она продемонстрировала рост на 3 % по сравнению с 2014 годом. Наиболее развиты энергетический комплекс, лесоперерабатывающая промышленность, металлургия, добыча природных ресурсов и текстильное производство.
Согласно отчетам предприятий и фирм, общая стоимость промышленной продукции в 2015 году составила более 4,8 миллиарда конвертируемых марок, что на 6 % меньше, нежели в 2014 году. Из них 72,2 % пришлось на перерабатывающую промышленность. От общей стоимости продукции 38,1 % составляет её экспорт.
Общее количество фирм и предприятий в сфере промышленности в конце 2015 года — 4436. Из 89 % находились в частной собственности. Объём инвестиций в промышленность составил 635 миллионов конвертируемых марок, что на 37,6 % меньше, нежели в 2014 году.
В промышленности занято 27,5 % работающего населения.
Главным промышленным центром РС является Баня-Лука, в городе расположены такие предприятия как «Јелшинград» (металлургия), «Микроелектроника», «Хемофарм» и т.д.

### Энергетика
Энергетический комплекс РС полностью покрывает потребности Республики в электроэнергии, её часть также идет на экспорт. Общий объём произведенной в 2015 году электроэнергии составил 5610 гигаватт. 58,8 % было выработано на ТЭЦ, 40,4 % — на ГЭС, 0,8 % — другими источниками. Расход электричества в РС растет с 2011 года.
Структура потребителей электроэнергии в 2015 году выглядела следующим образом:
- 53 % — домашние хозяйства
- 19,5 % — промышленность
- 1,2 % — сельское хозяйство
- 1 % — строительная отрасль
- 0,6 % — транспорт
- 24,7 % — другие потребители

В РС нет собственных запасов природного газа, потребности в нём полностью компенсируются его импортом, при этом 91,7 % ввозимого газа потребляет промышленность.
В 2015 году инвестиции в энергетический комплекс РС составили 366 миллионов конвертируемых марок, в нём было занято около 12 тысяч человек, что больше на 1,7 % по сравнению с 2014 годом.

### Строительство
В 2015 году строительство продемонстрировало небольшой спад показателей по сравнению с предыдущим годом — на 1,1 %. Эта отрасль дала 4,7 % ВВП и привлекла 18,7 % от общего объёма инвестиций. Общая стоимость строительных работ — более 621 миллиона КМ. По стоимости выделяются работы по возведению инфраструктурных объектов (217 миллионов КМ), офисов и торговых центров (133 миллиона КМ), а также жилья (128 миллионов КМ).
В строительстве занято 4,5 % трудящихся в РС.
При строительстве жилых домов наиболее массовыми являются однокомнатные квартиры — 40,8 %. Средняя стоимость нового жилья составляет 1520 КМ за квадратный метр.

### Сельское хозяйство
Сельское хозяйство играет значительную роль в экономике РС, но его доля в ВВП Республики постепенно снижается. В 2011 году сельскохозяйственный сектор составлял 8,9 % ВВП, в 2015 году этот показатель составил 7,8 % ВВП. В то же время 29,1 % (91 тысяча человек) от занятого населения трудятся в сельском хозяйстве. Данный показатель также падает с 2011 года, когда в этой сфере работало 32,7 % занятого населения.
Внешнеторговый оборот сельскохозяйственной продукции в 2015 году составил 293,8 миллиона конвертируемых марок, что на 30,4 миллиона выше, нежели в 2014 году. В экспорте доля сельскохозяйственной продукции составляет 2,3 %, а в импорте — 5,4 %. Основную часть экспорта составляют яблоки, груши и айва, их основной покупатель — Россия. В импорте доминирует кукуруза, поставляемая, в основном, из Сербии.
В 2015 году различными культурами были засеяны 306 тысяч гектар сельскохозяйственных земель. С них удалось собрать 127 тысяч тонн пшеницы, 561 тысячу тонн кукурузы, 48 тысяч тонн яблок, 67 тысяч тонн сливы.
В том же году поголовье крупного рогатого скота насчитывало 229 тысяч животных, свиней — 452 тысячи, овец — 486 тысяч, домашней птицы — более 11 миллионов.
2015 год стал рекордным в сфере производства меда, было собрано 1974 тонны. Из них 240 тонн собрали в Биелине.

### Внешняя торговля
Главными внешнеторговыми партнерами РС являются Сербия, Италия и Россия. Связанный с ними экспорт и импорт составляет 40 % от общего внешнеторгового оборота РС.
В 2015 году РС экспортировала продукцию в Италию (18,3 %), Сербию (13,1 %), Германию (10,6 %), Словению (9,7 %), Хорватию (8,8 %) и т. д. В то время как основными поставщиками в РС стали Сербия (17,5 %), Россия (15,7 %), Италия (12,2 %), Германия (7,8 %) и Китай (6,3 %). Стоимость экспорта составила 2,6 миллиарда конвертируемых марок, стоимость импорта — 4,4 миллиарда конвертируемых марок.
В структуре экспорта преобладают одежда, ткани, продукция лесоперерабатывающего комплекса, в том числе древесный уголь, а также продукция металлургической отрасли. Ввозит РС, в основном, энергетические ресурсы, металлы, станки и т.д.

### Туризм
Туристический потенциал Республики Сербской достаточно велик благодаря наличию богатых природных ресурсов и достопримечательностей. В Республике развиты горный туризм, спа-туризм, религиозный, приключенческий и экологический туризм. Среди множества достопримечательностей и объектов, посещаемых туристами, выделяются горы и термальные источники (спа-курорты) — 17,2 % и 16,2 % от общего числа туристов в 2016 году соответственно.
В Республике Сербской ответственным за сферу туризма является Министерство торговли и туризма. В его рамках действует Туристическая организация Республики Сербской, задачами которой являются популяризация Республики как туристического направления, создание ее положительного имиджа, участие в различных туристических фестивалях и других мероприятиях и т. д. В ряде населенных пунктов РС действуют филиалы Организации.
Численность туристов в Республике Сербской непрерывно растет с 2009 года, когда ее посетили 150 256 человек, в том числе 54 979 иностранцев. В 2015 году численность туристов составила 294 781 (в том числе 136 210 иностранных), а в 2016—323 908 (в том числе 157 845 иностранных).
В 2016 году наибольшее число иностранных туристов прибыло из Сербии (45 209), Хорватии (19 594) и Словении (16 701).

### Транспорт и коммуникации

#### Транспорт
В 2015 году транспортные компании в РС перевезли около 30 миллионов пассажиров, что на 0,6 % меньше, нежели в 2014 году. 77,2 % пассажиров было перевезено в пределах городских и районных маршрутов. В то же время на 40,6 % по сравнению с предыдущим годом вырос объём перевезенных грузов. Из них 57 % грузов были транспортированы по железной дороге.
Протяженность автомобильных дорог, по которым осуществляются транспортные перевозки, составляет 14 191 километр. Автомобильным транспортом в 2015 году воспользовалось 29 568 000 пассажиров.
По состоянию на конец 2016 года ведется строительство нескольких магистральных дорог, общей стоимостью 2,397 миллиарда евро:
- Баня-Лука — Добой (72 км)
- Гламочани — Баня-Лука — Мрконьич-Град — административная граница с Федерацией Боснии и Герцеговины (110 км)
- Добой — Якеш (46 км)
- Баня-Лука — Нови-Град (71 км)
- Якеш — Биелина — граница с Сербией (98 км)

По планам Правительства РС строительство и содержание этих магистралей даст 8000 новых рабочих мест.
Также в настоящее время ведется строительство объездных дорог около крупных городов: Баня-Луки, Приедора, Модричи, Биелины, Требинья и Гацка. Цель их возведения заключается в повышении безопасности на дорогах, а также направлении транзитных потоков вокруг городов.
В 2015 году число зарегистрированных автомобилей выросло на 1,7 % по сравнению с предыдущим годом.
Протяженность железных дорог — 426 километров, по ним было перевезено 178 000 пассажиров. Весь железнодорожный транспорт и соответствующая инфраструктура находятся в ведении государственной компании «Жељезнице Републике Српске».
Главными железными дорогами являются Шамац — Добой — Маглай и Нови-Град — Добой — Зворник. Ведется модернизация как путей, так и пассажирских составов. Планом развития железных дорог предусмотрена закупка 200 новых вагонов.
Авиатранспортом в 2015 году воспользовались 22 793 человека.

#### Почтовая связь
Почтовая связь в РС осуществляется государственной компанией «Поште Српске». Она была создана 10 декабря 1996 года разделением системы почты, телеграфа и телефона РС на два предприятия — «Поште Српске» и «Телеком Српске». 25 декабря 2002 года компания была преобразована в акционерное общество, где государству принадлежат 65 % уставного капитала.
В составе «Поште Српске» числится 226 единиц территориальной почтовой сети, в компании трудятся 2288 сотрудников. В среднем, одна почта ответственна за 111,04 км² Республики и 6627 жителей. На одного почтальона приходится 2325 жителей РС. Согласно данным Республиканского института статистики, в 2016 году «Поште Српске» доставила 24 000 писем и 44 000 посылок.

## Культура и образование

### Образование
Система образования в Республике Сербской регулируется республиканским Министерством просвещения и культуры. Она состоит из дошкольных учреждений, предназначенных для детей от 3 до 7 лет; начальных школ для детей от 7 до 15 лет; общих средних школ и гимназий для учащихся от 15 до 19 лет; специальных средних школ (технических, педагогических, музыкальных и прочих), профессионально-технических школ и университетов. По данным Республиканского института статистики, в 2015—2016 учебном году в Республике Сербской было 124 дошкольных учреждения (9093 ученика), 708 начальных школ (94 064 ученика), 94 средние школы и гимназии (42 089 учеников), 21 профессионально-техническая школа и университет (37 390 студентов).
К учреждениям высшего образования в Республике Сербской относятся университеты — Баня-Лукский университет, Источно-Сараевский университет, Приедорская высшая медицинская школа, Требинская высшая школа гостиничного бизнеса и туризма и др. Баня-Лукский университет является крупнейшим из них, в 2015—2016 учебном году в нем обучались 15 513 студентов под руководством 1300 преподавателей и научных сотрудников.

### Музеи
Крупнейшим музеем в РС является Музей Республики Сербской, расположенный в Баня-Луке. Он был основан королем Александром Карагеоргиевичем 26 сентября 1930 года как Музей Врбасской бановины, а в 1992 году решением Правительства РС он получил современное название и стал главной республиканской организацией по охране культурного наследия. Ныне в коллекциях Музея хранится более 32 000 экспонатов, а его библиотека насчитывает более 13 000 книг
Еще одним крупным музеем Баня-Луки является Музей современного искусства, размещенный в здании бывшего железнодорожного вокзала на площади Сербских героев. Он посвящён сохранению культурного наследия Республики Сербской XX и XXI веков, осуществляет художественные выставки работ современного искусства. В его фондах находится более 1600 экспонатов. Музей был создан на базе Галереи искусств в 2004 году.
Археологические коллекции демонстрируются тремя музеями: Музеем Герцеговины в Требине, Музеем Семберии в Биелине и Музеем «Римский муниципиум» в Скеланах.

## История Республики Сербской
По последней довоенной переписи населения Боснии и Герцеговины мусульман было 1 905 829 человек (43,7 %), сербов — 1 369 258 человек (31,4 %), хорватов — 755 892 человека (17,3 %). Из 106 общин БиГ мусульмане составляли большинство в 35 общинах, в основном в центральной Боснии, а сербы — в 32 западных и восточных общинах республики. Хорваты составляли большинство на юге БиГ и в некоторых центральных общинах. Около 240 тысяч жителей БиГ самоопределились как «югославы». Большинство из них были сербами или детьми от смешанных браков. В 1991 году 27 % заключённых браков были смешанными. По площади занимаемой территории сербы опережали другие боснийские народы. Они представляли абсолютное большинство населения на 53,3 % территории БиГ.
18 ноября 1990 года в республике прошли первые многопартийные выборы. Большинство мест в Скупщине (86) получила мусульманская Партия демократического действия, затем следовали Сербская демократическая партия (72) и Хорватское демократическое содружество Боснии и Герцеговины (44). Результаты выборов продемонстрировали четкое разделение по национальному признаку задолго до начала боевых действий.
После выборов было сформировано коалиционное руководство, представлявшее все три национальные партии. Лидер ПДД Изетбегович стал председателем Президиума БиГ. Премьер-министром стал хорват Юре Пеливан. Спикером Скупщины стал серб Момчило Краишник. Однако сотрудничества партий в правительстве и парламенте достичь не удалось. Уже на первом заседании Скупщины проявилось разделение депутатов по национальному признаку, а затем начала складываться мусульмано-хорватская коалиция. Она вынесла на обсуждение Декларацию о независимости республики, а Сербская демократическая партия в ответ начала объединять общины с большинством сербского населения.
12 октября парламент Боснии и Герцеговины без ведома сербских депутатов принял «Меморандум о суверенитете Боснии и Герцеговины» простым большинством голосов. Сербы и хорваты в БиГ определялись как национальные меньшинства. Это дало импульс автономизации сербских областей. Была созвана Скупщина боснийских сербов и проведён плебисцит, на котором 9 ноября 1991 года сербы высказались за объединение с Сербской Краиной, Сербией и Черногорией, то есть за создание обновлённого югославского государства. Руководство Боснии назвало сербский плебисцит незаконным и настаивало на независимой и унитарной стране. Однако тогда же о создании своего гос. образования — Герцег-Босны — высказались боснийские хорваты, что углубило процесс территориального размежевания в республике.
9 января 1992 года Скупщина боснийских сербов провозгласила создание Республики Сербской Боснии и Герцеговины как федеративной единицы СФРЮ. 24 марта сербы сформировали правительство, парламент и президиум. 27 марта была принята Конституция Республики Сербской. Тогда же ими было выдвинуто предложение реформировать Боснию и Герцеговину в конфедеративную республику трёх равноправных народов.
25 января 1992 года Скупщина БиГ приняла решение провести референдум о суверенитете и независимости республики. Сербская фракция в Скупщине в знак протеста покинула зал заседаний. Референдум прошёл 1 марта 1992 года, на нём проголосовало 63,4 % избирателей (2 073 932 человека), из них 62,68 % проголосовали за независимость. В тот же день властями БиГ был провозглашен суверенитет, в ЕС была отправлена просьба о признании.
После Дейтонских соглашений в Республике Сербской уже в 1997 году возник кризис власти, так как сложились две противостоящие друг другу группировки: сторонники президента республики Б. Плавшич и приверженцы Р. Караджича во главе с членом Президиума Боснии и Герцеговины М. Краишник. Обе группировки принадлежали к Сербской демократической партии, но Б. Плавшич в 1997 году создала свою партию — Сербский народный союз. Опорой Б. Плавшич стали международные силы, которые в 1997 году захватили телевизионные передатчики, контролируемые её противниками, что позволило её сторонникам в том же году победить на выборах в Скупщину Республики Сербской и сформировать коалиционное правительство.
С принятия Дейтонских соглашений идет процесс ограничения самостоятельности Республики Сербской:
В 1998 году введена общебоснийская валюта, заменившая динар Республики Сербской
В 2001 году создана Палата народов — верхняя палата Народной скупщины Республики Сербской, избираемая по национальному признаку, а за мусульманами и хорватами закреплены 8 из 16 постов в правительстве.
В декабре 2016 года президент Милорад Додик анонсировал предстоящий референдум об отделении Республики Сербской от Боснии и Герцеговины.
11 декабря 2021 года депутаты Народной скупщины (нижней палаты парламента) Республики Сербской проголосовали за выход из состава боснийских вооруженных сил, судебной и налоговой системы. После этого государственная прокуратура Боснии и Герцеговины возбудила дело в отношении властей Республики Сербской по обвинению в «подрыве конституционного порядка».

## Праздники
Праздники в РС определяются «Законом о праздниках Республики Сербской». В соответствии с ним, они делятся на две категории — республиканские и религиозные. При этом для всех республиканских праздников установлены точные даты.
Республиканские праздники:
- Новый год — 1 и 2 января
- День Республики — 9 января
- Международный день труда — 1 мая
- День победы над фашизмом — 9 мая
- День подписания Общего рамочного соглашения о мире в Боснии и Герцеговине — 21 ноября

Религиозные праздники:
- Православное Рождество
- Католическое Рождество
- Курбан-байрам
- Православная Великая пятница
- Православная Пасха
- Католическая Великая пятница
- Католическая Пасха
- Ураза-байрам

Кроме того, нерабочим днём объявлен Юлианский Новый год — 14 января.

### Комментарии
1. ↑  Иногда неофициально называется также просто серб. Српска — «Сербская».